# Styringomyia melanopinax
Styringomyia melanopinax är en tvåvingeart. Styringomyia melanopinax ingår i släktet Styringomyia och familjen småharkrankar.

## Underarter
Arten delas in i följande underarter:
- S. m. festiva
- S. m. melanopinax